# 샤토파
샤토파(프랑스어: Clique du Château 클리케 뒤 샤토[*])는 19세기 초 로어캐나다의 부유한 가문들의 집단으로, 어퍼캐나다의 족벌파와 비슷한 보수기득권 집단이었다. 식민지 정계에 관료당(프랑스어: Parti bureaucrate 파르티 뷔로크라트[*])으로서 선거에 출마했으며 애국당(파트리요트)과 대립했다. 

## 같이 보기
- 캐나다의 역사